# 膜叶肋毛蕨
膜叶肋毛蕨（学名：Ctenitis membranifolia），为叉蕨科肋毛蕨属下的一个植物种。